# Brittanichthys
Brittanichthys és un gènere de peixos de la família dels caràcids i de l'ordre dels caraciformes.

## Taxonomia
- Brittanichthys axelrodi (Géry, 1965)[2]
- Brittanichthys myersi (Géry, 1965)[2][3][4][5][6][7][8][9]